# Lydia Moss Bradley

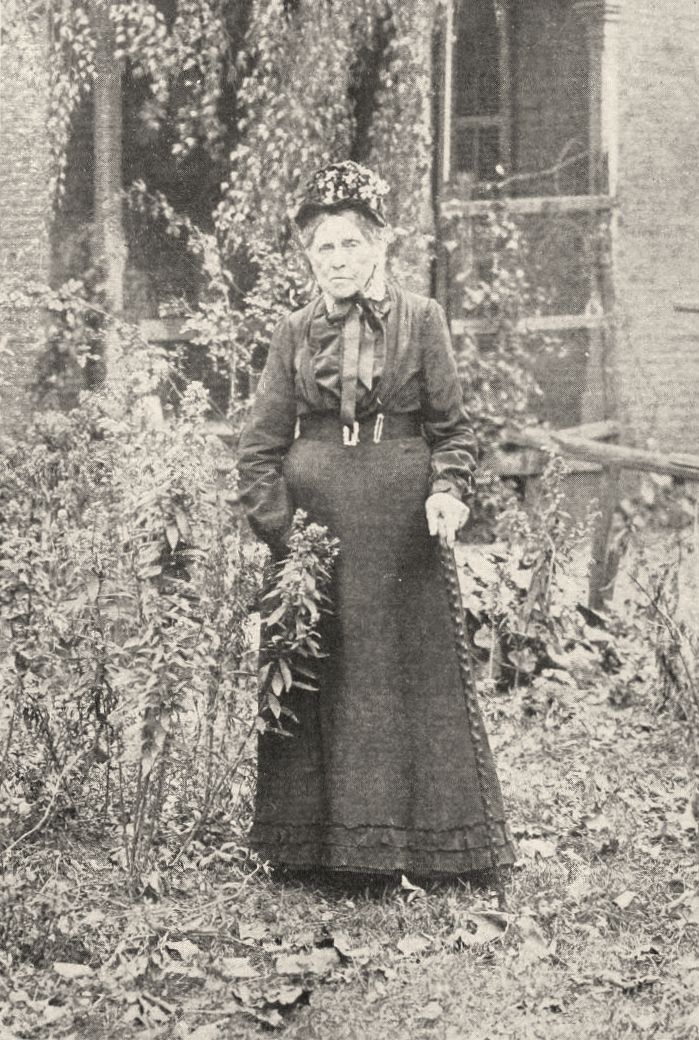
Lydia Moss Bradley nel suo giardino, 10 ottobre 1907

Lydia Moss Bradley (Vevay, 31 luglio 1816 – Peoria, 16 gennaio 1908) è stata una filantropa e banchiera statunitense; era una ricca presidente di banca e benefattrice, nota per le sue opere filantropiche. Fondò il Bradley Polytechnic Institute a Peoria, Illinois, nel 1897.

## Vita da giovane
Lydia Moss nacque il 31 luglio 1816 a Vevay, Indiana, lungo il fiume Ohio. Era figlia di Zealy Moss, nativa della Contea di Loudoun, Virginia, e nipote del cappellano della Guerra d'indipendenza americana Nathaniel Moss. Sua madre era Jeanette (Glasscock) Moss, nativa della Contea di Fauquier, Virginia.
Secondo il suo profilo biografico nella National Women's Hall of Fame, Lydia Moss "è cresciuta alla frontiera" ed è stata "educata in una casa di legno". In realtà visse a Vevay con la sua famiglia fino al matrimonio con Tobias S. Bradley l'11 maggio 1837. All'età di 31 anni lei e suo marito si trasferirono a Peoria, in Illinois. Nei tre decenni successivi prosperarono nel settore immobiliare e bancario. Nonostante la morte del marito nel 1867 e le morti precedenti di tutti e sei i loro figli, Lydia Moss Bradley continuò a occuparsi di affari e a perseguire interessi filantropici, in particolare nelle aree della sanità e dell'istruzione. Sotto il suo controllo, il valore della tenuta Bradley quadruplicò.

## Opere
Nel 1875 la Bradley divenne il primo membro femminile di un consiglio di amministrazione di una banca nazionale negli Stati Uniti, quando entrò a far parte del consiglio di amministrazione della First National Bank of Peoria (ora parte della Commerce Bank). Fu anche una delle prime donne americane a redigere un contratto di matrimonio (un “accordo prematrimoniale” in termini moderni) per proteggere il suo patrimonio, che depositò quando sposò l'uomo d'affari di Memphis Edward Clark nel dicembre 1869. La coppia divorziò nel 1873.
Bradley donò un terreno alla Society of St. Francis per costruire un ospedale, oggi noto come OSF St. Francis Medical Center. Nel 1884 costruì la Bradley Home for Aged Women per assistere le donne vedove e senza figli e finanziò la costruzione della chiesa Universalista di Peoria. Nel 1903 la Bradley vinse una causa presso la Corte Suprema degli Stati Uniti per una disputa sui terreni.
Contribuì anche a creare il primo sistema di parchi in Illinois. Inizialmente donò più di 30 acri di terreno alla città di Peoria nel 1881, con l'obiettivo di creare un parco in memoria della sua figlia più longeva, Laura Bradley. Il terreno rimase inutilizzato per un decennio, il che spinse la Bradley ad offrire altri 100 acri nel caso in cui la città avesse formato un distretto di parchi. Con l'approvazione del Pleasure Driveway and Park District di Peoria nel 1894, la Bradley collaborò con la città per trasferire il terreno al consiglio del parco. Come parte dell'accordo sul terreno, stipulò che il consiglio “non autorizzerà o permetterà la vendita o la distribuzione di bevande intossicanti, né consentirà il gioco d'azzardo, le scommesse o la condotta chiassosa, il linguaggio o il comportamento immorale o indecoroso all'interno di detto parco”.
La Bradley ha sempre considerato l'Bradley University come il suo progetto più caro, che creò nel 1896 per onorare suo marito Tobias e i suoi sei figli, che morirono tutti in giovane età. Mirava a creare un'istituzione che offrisse agli studenti un'istruzione pratica e utile. Il Politecnico Bradley aprì le sue porte nell'ottobre del 1897. Originariamente organizzata come accademia quadriennale, la scuola divenne un college quadriennale nel 1920 e un'università che concedeva diplomi di laurea nel 1946.
Oggi l'università gode dello status di istituzione indipendente e pienamente accreditata, che offre una laurea di primo livello e una di secondo livello nei settori dell'ingegneria, degli affari, della comunicazione, della formazione degli insegnanti, dell'infermieristica, della fisioterapia, delle belle arti e delle arti e scienze liberali.

## Morte e sepoltura
Secondo il biografo Allen A. Upton, Lydia Moss Bradley "fu ricoverata in casa per malattia" nel dicembre 1907. Inizialmente le fu diagnosticata un'infiammazione interna, migliorò brevemente sotto le cure del suo medico, ma la sua salute diminuì ancora una volta a seguito di una diagnosi rivista di “influenza” all'inizio di gennaio 1908. Nonostante i forti dolori, la filantropa ormai novantunenne sarebbe rimasta vigile e impegnata negli affari del suo patrimonio. Morì per le complicazioni della sua condizione alle 7.15 del 16 gennaio 1908. Dopo il servizio funebre a casa sua, fu deposta accanto al marito nel Cimitero di Springdale “nella tomba di famiglia che ospitava i resti del padre, della madre, di Laura, degli altri cinque figli e dei figli di William Moss”.

## Onorificenze
Nel 1997 la Bradley University ha onorato Lydia Moss Bradley erigendo una statua in suo onore sul Founder's Circle. Da allora la statua compare regolarmente nelle immagini utilizzate per le brochure di reclutamento dell'università. Nel giugno 2018 la statua fu abbattuta durante un incidente stradale. Il 16 agosto 2018 si è tenuta una celebrazione in onore della statua restaurata.
Nel 1998 Lydia Moss Bradley è stata inserita nella National Women's Hall of Fame.